# Kwekwe
Kwekwe is een stad in de Zimbabwaanse provincie Midlands.
De stad is het centrum van de goudwinning in Zimbabwe en heeft daarnaast ijzer- en staalindustrie. De plaats is in 1898 gesticht.

## Geografie

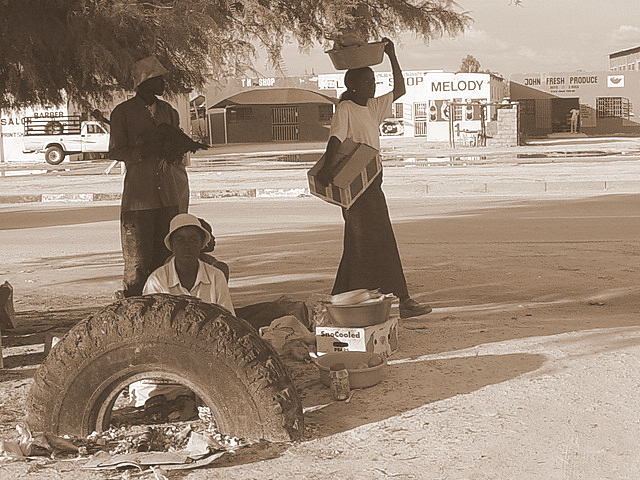
Bij het busstation, 2006

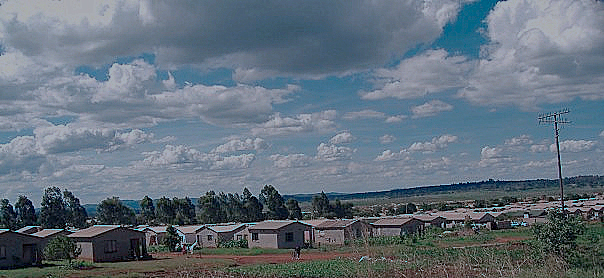
Mbizo One, een uitbreiding van een van de oudste voorsteden, 2006

De stad ligt in de provincie Midlands, in het midden van het land, ongeveer even ver van Harare in het noordoosten en Bulawayo in het zuidwesten. Het aantal inwoners bedroeg circa 90.000 in 2002 en 101.000 in 2012. Kwekwe ontstond in 1898 als een goudmijnstad, het National Mining Museum is er gevestigd.
De naam is afgeleid van het Zulu woord "isikwekwe", wat betekent "schurft". Volksgeloof stelt dat de naam duidt op kwakende kikkers in de nabije rivier.
De stad ligt op de hoogvlakte van Zimbabwe, ongeveer 1200 meter boven zeeniveau. Dankzij de hoogte is het klimaat gematigd warm. Het weer is warm en nat tijdens het regenseizoen dat duurt van november tot april. Van mei tot augustus is het droog, zonnig en koeler, september en oktober zijn warm en droog.
De gemiddelde maximumtemperatuur overdag is het hoogst in oktober met 31,5 °C en het laagst in juli met 23,5 °C. De jaarlijkse neerslag bedraagt gemiddeld 638 mm met als natste maand januari met 159 mm; van juni t/m augustus valt vrijwel niets.
Kwekwe is een multi-etnische stad waar sprekers van een aantal talen te vinden zijn: het Shona, Noord-Ndebele, Kalanga, Nyanja, Vensa, Tonga en het Nambya.

## Economie
De stad is een industrieel centrum. Kwekwe en het naastgelegen Redcliff was tot het begin van de 21e eeuw de belangrijkste vestiging van Zimbabwe Iron and Steel Company (ZISCO), de grootste ijzer- en staalfabriek van het land. Ook de Zimbabwe Iron and Smelting Company (ZIMASCO), de grootste ijzer- en chroomproducent van het land, is er gevestigd. Een van de grootste elektriciteitscentrales staat in de voorstad Munyati.
Zoals elders in Zimbabwe is een vrij groot deel van de werkzame bevolking afhankelijk van bezigheden in de informele economie, mogelijk meer dan de helft. Velen van hen zoeken illegaal naar goud aan de noordkant van de stad. Andere inwoners houden zich bezig als schoenlapper, timmerman, radio- en tv-reparateur en straatverkopers.

### Mijnbouw

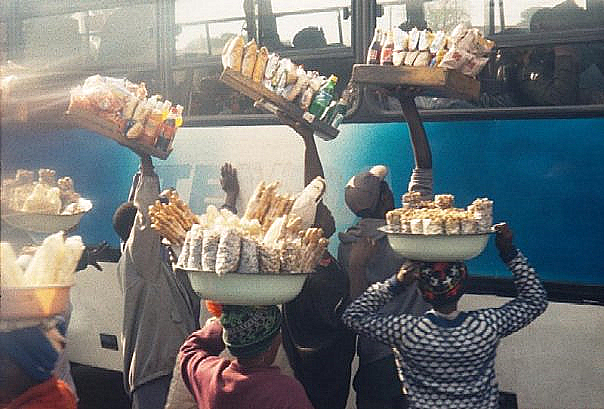
Informele sector in Kwekwe: verkoop van snacks aan busreizigers

Bij de stad wordt goud gewonnen. Ooit was de Globe and Phoenix Mine waaromheen de stad zich ontwikkelde (circa 1900), de grootste goudmijn van het land. In de loop van de 20e eeuw werd ook de winning en verwerking van chroomerts en ijzererts ter hand genomen.

### Industrie
In de omgeving komen rijke ijzerertsvoorraden voor, in de 20e eeuw is ijzer- en staalproductie de belangrijkste inkomstenbron geweest. De Zimbabwe Iron and Steel Company (ZISCO), opgericht in 1942, was altijd de grootste werkgever van de stad. BIMCO (Buchwa Iron Mining Company) was in grootte de tweede werkgever. De staalproductie daalde van 450.000 ton in het jaar 2000 naar 272.000 ton in 2002 – met dalende tendens. De werkloosheid is erg hoog. Na sluiting van de belangrijkste productielocatie van ZISCO in 2008 hebben nog meer inwoners hun toevlucht gezocht tot de informele economie: goudwassen, oud-ijzerverkoop, straatventen.
Na het jaar 2000 begonnen de problemen voor Ziscosteel zich op te stapelen. De hoogovens en andere productie-installaties raakten versleten, terwijl over de wereld als geheel sprake was van overcapaciteit. Na het jaar 2008 werd vrijwel niets meer geproduceerd. Er was geen geld meer om de overgebleven werknemers te betalen. Begin 2016 werd een laatste groep productiemedewerkers op onbetaald verlof gestuurd, met nog veel achterstallig salaris tegoed. Tussen 2011 en 2014 vonden onderhandelingen plaats tussen de staat Zimbabwe (100% eigenaar), en Essar Africa Holdings Ltd (EAHL) uit India, voor het verkrijgen van een meerderheidsbelang door de laatste om een doorstart mogelijk te maken. Dit proces haperde voortdurend en in 2015-2016 werd duidelijk dat er niets van terecht kwam. Omdat EAHL in 2011 garanties had gegeven op basis waarvan medewerkers bankleningen kregen, kunnen ze nu niet aflossen omdat er nooit loon kwam.
De grondstoffen, vooral ijzererts, zijn afkomstig uit de Ripple Creek mijn 14 kilometer buiten Redcliff. Er zijn nog voorraden van ongeveer 70 miljoen ton erts en 200 miljoen ton kalksteen. Ook beschikt zimbabwe over voldoende steenkoolreserves.

### Zuivel
Dendairy is in grootte de tweede zuivelproducent van Zimbabwe. Als enige in Zimbabwe kunnen ze UHT melk produceren die tot een jaar houdbaar is. Daarnaast produceren ze gefermenteerde melk, yoghurt, consumptie-ijs en vruchtensappen. Denadairy beschikt over een eigen productiebedrijf voor het maken van de benodigde verpakkingen.

### Chemie

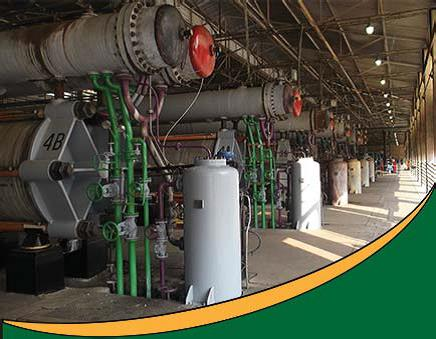
Sable Chemical Industries elektrolyse-installatie

Sable Chemicals Ltd. ligt vlak buiten de stad, het is de enige kunstmestproducent van het land. Sable Chemicals produceert zelf waterstof voor de ammoniak die weer halfproduct is voor de kunstmest. Dit gebeurt in een van de grootste elektrolyse installaties ter wereld. De helft van de energieproductie van de hydro-elektrische centrale aan de Zimbabwaanse kant van het Karibameer is hiervoor benodigd.

### Handel en bankwezen
De belangrijkste banken en detailhandelaars zijn vertegenwoordigd in Kwekwe. De OK- en de TM-supermarkten zijn aanwezig in de hoofdstraat. Kingdom Bank Limited, Trust Banking Corporation, Barclays Bank, Standard Chartered Bank, CBZ Bank, Stanbic Bank, Allied Bank en Ecobank hebben kantoren in de stad.

## Voorzieningen
- Kwekwe General Hospital in Newtown, vijf kilometer oost van het stadscentrum, is de belangrijkste medische faciliteit. Het is een belangrijk centrum voor de behandeling van tbc.
- Zimpost, de nationale postdienst, heeft kantoren aan de hoofdstraat tegenover het stadhuis.
- People's Own Savings Bank, een overheidsbank, ligt aan de noordkant van de stad achter de moskee.
- Kwekwe Airport is een klein vliegveld dat ten oosten van het stadscentrum ligt, het heeft een verharde baan van 1000 meter lengte.

Kwekwe beschikt over een aantal basis- en secundaire scholen. Kwekwe Polytechnic is de enige hogeschool. Sable Chemicals en ZISCO Steel werken samen met deze hogeschool en met universiteiten in Zimbabwe voor het opleiden van personeel. Universitaire opleidingen zijn op 60 km afstand in Gweru beschikbaar.
De stad ligt aan de spoorweg van Bulawayo naar Harare. Er zijn verharde wegverbindingen met Gweru, Kadoma, Mvuma en Gokwe.
In de stad staan twee moskeeën en enkele protestantse en katholieke kerken.